# Молодик в костюмі махо
«Молодик в костюмі махо» (фр. Jeune homme en costume de majo) — картина французького художника Едуара Мане.

## Передісторія
Середина 19 століття пройшла в Парижі під потужним впливом моди на іспанське. Цьому сприяло декілька факторів. Ще війська Наполеона І Бонапарта пограбували і вивезли у Францію значну кількість картин іспанських майстрів. Тому розпродаж збірки іспанського живопису маршала Сульта збагатив пізніше великі збірки інших країн від Угорщини до Російської імперії.
Моду на іспанських художників підтримував і короткочасний монарх так званої Другої французької імперії, що був одружений з іспанською принцесою та мав картини іспанців в палацовій колекції. Тоді Париж і сам Мане відкрили для себе творчість Веласкеса й інших іспанських майстрів (Сурбарана, Мурільо, Алонсо Кано). Едуар Мане копіював частку картин іспанських майстрів з метою розпізнати секрети їх композицій і колоризму.
Невдоволення сучасниками, сучасним обмеженим і дріб'язково суспільством вщухало, коли Мане стикався зі світом іспанців, іспанського мистецтва. Різкий контраст іспанської музики, палких і пристрасних танців, манер, іспанського одягу зі стандартизованим одягом парижан, їх посередніми смаками і жалюгідними бажаннями, привели художника до деякої ідеалізації Іспанії в його творчості. Серед постановницьких картин цього періоду на іспанські теми були — «Молодик в костюмі Махо» та «Вікторина Меран в костюмі еспади». Картини цього спрямування — доволі декоративні з впливами іспанської тематики як і суто декоративні і модні тоді картини напрямку орієнталізм.

## Опис твору
Махо у Іспанії — гордовиті й небезпечні представники міського населення, що витрачали безцільне життя на дрібні авантюри, бійки. Більшість чоловіків махо заробляли на дрібних послугах і волочилися за жінками. Наприкінці 18 ст. махо увійшли у моду і їх костюми залюбки вдягали навіть іспанські аристократи в межах карнавальної практики.
Для картини Едуар Мане використав формат парадного портрету у повний зріст. Цим він демонстрував власну ерудицію та майстерність. Для карини позував брат Едуара — Густав Мане. Своєрідний костюм махо мав популярність. Художник спеціально придбав костюм махо. Цей стильний одяг був використаний художником щонайменше у двох картинах. Побутовий характер картини трохи розбивали незвичний для французьких костюм махо та похмурість обличчя персонажа на картині.
Картина свого часу була придбана багатою меценаткою зі Сполучених Штатів Луїзиною Хевмайєр та в комплекті з картинами інших західноєвропейських майстрів була вивезена у США. Мистецькі вартісні картини її збірки були передані до музею мистецтва Метрополітен.